# جالیکا
جالیکا (به لاتین: Gjallica) یک کوه در آلبانی است که در شهرستان کوکس واقع شده‌است. جالیکا ۲٬۴۸۷ متر بالاتر از سطح دریا واقع شده‌است.